# Hopfensee
El lago Hopfen (del alemán: Hopfensee) es un pequeño lago de Alemania localizado en el Regierungsbezirk de Suabia, en el estado de Baviera. Está a una altitud de 783,8 m s. n. m. y tiene una superficie de 194 hectáreas.
Está situado al norte de Füssen, en el distrito de Algovia Oriental. Fue formado por el glaciar Lechtal, y es uno de los vestigios de un lago mayor, el Füssener See. 
En la orilla nordeste, está el complejo Hopfen am See. Hay un área de acampada en la orilla este. Además del nado, que se puede practicar desde finales de mayo, otras actividades populares son la navegación de botes, la vela y el windsurf.
La orilla norte tiene una vista espectacular de los Alpes de Algovia.

## Galería

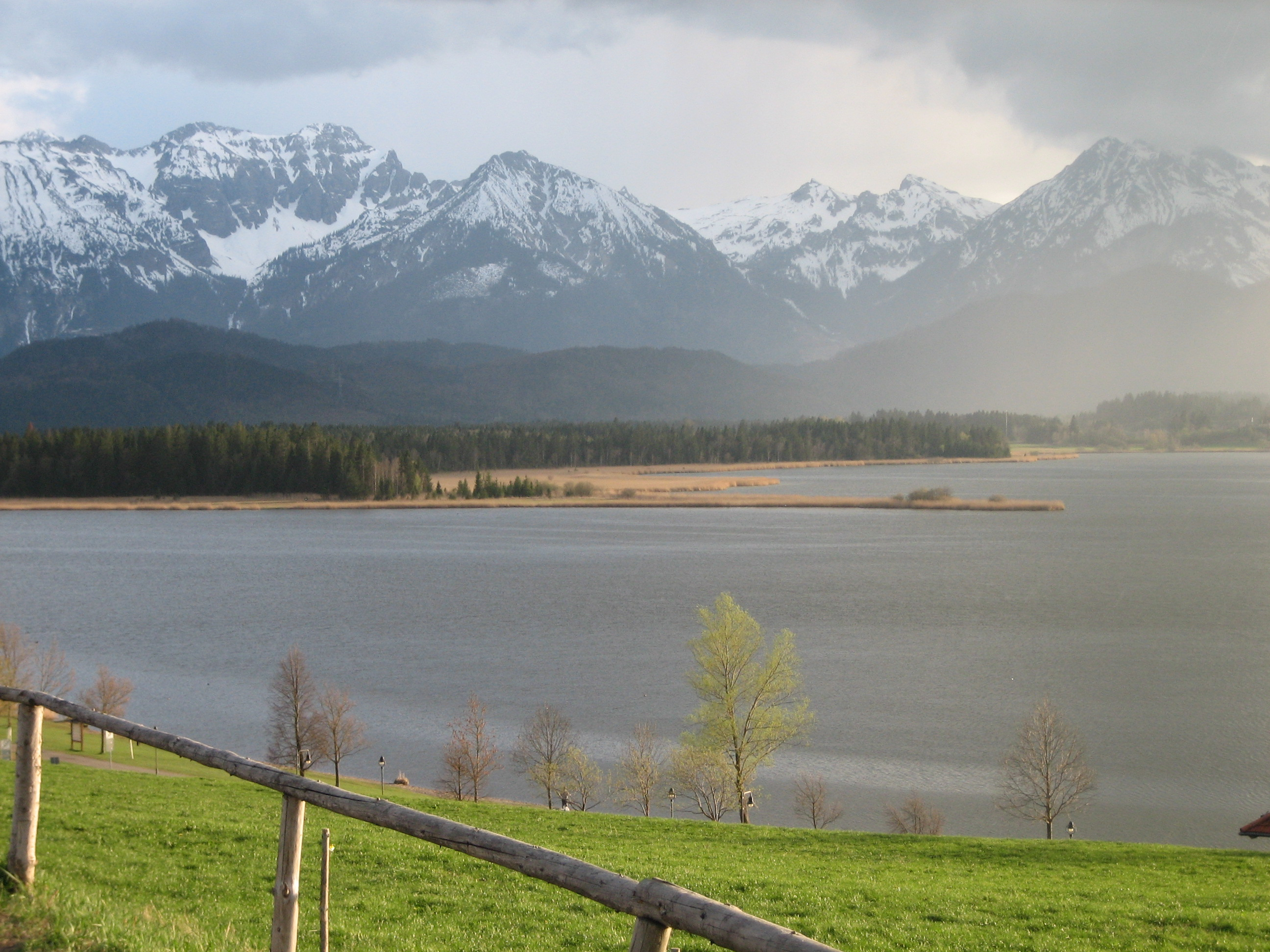
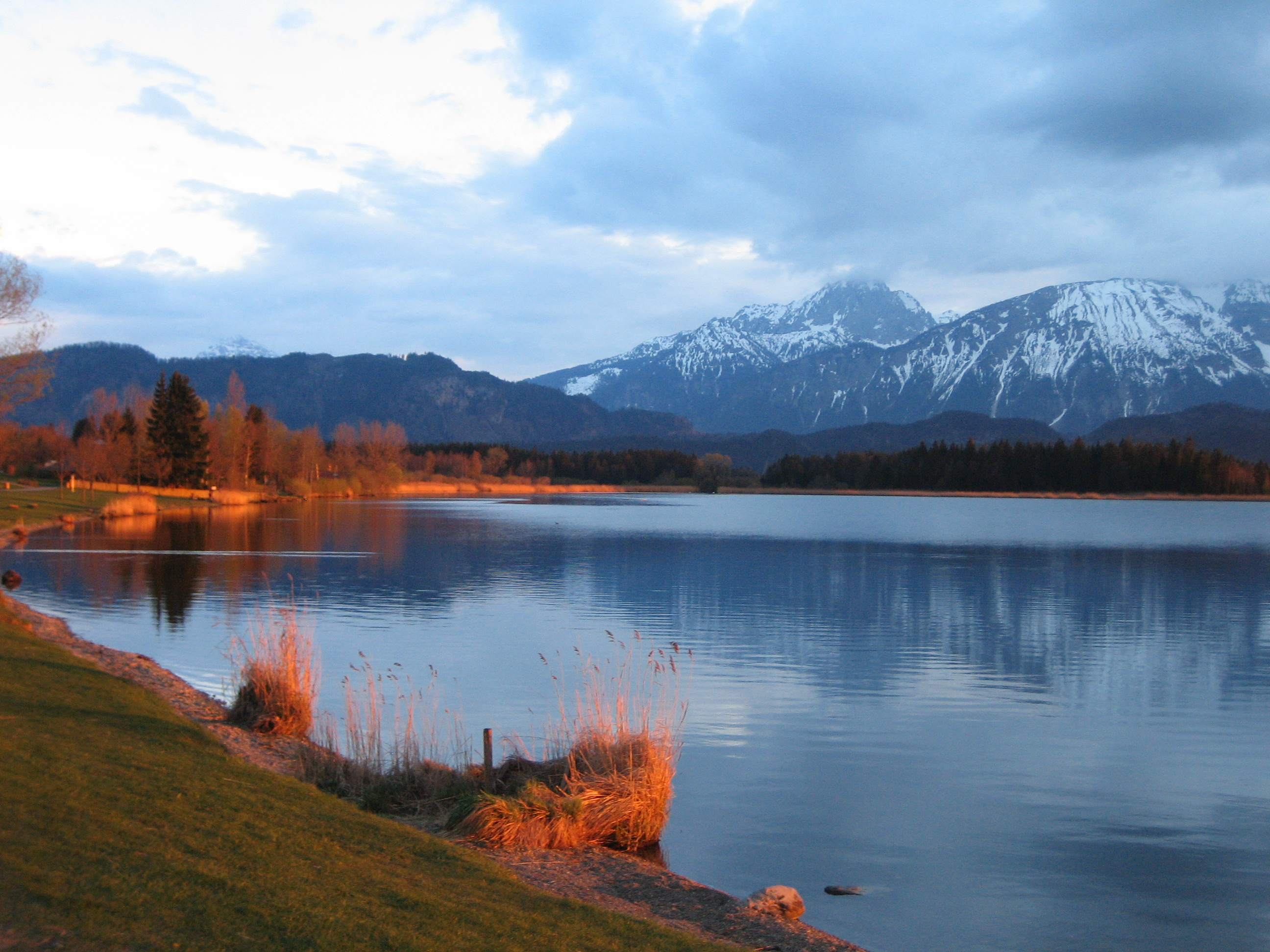
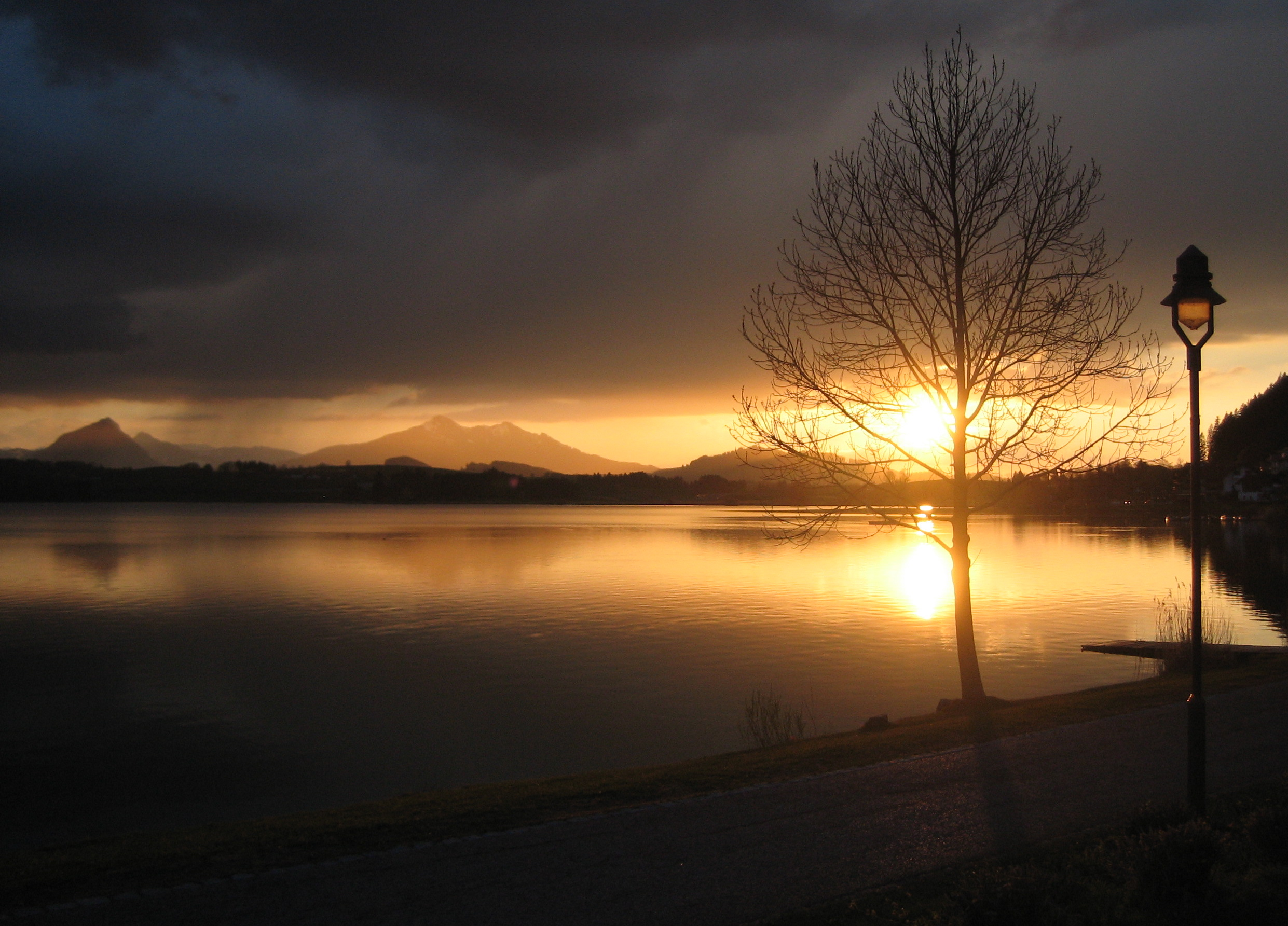
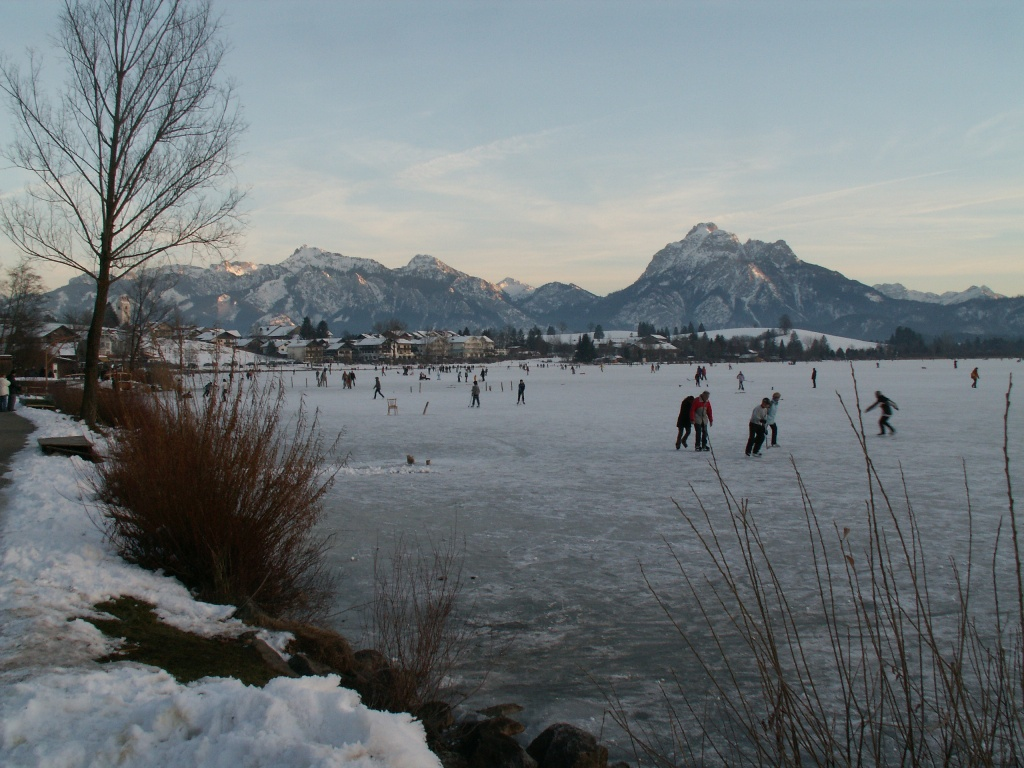